# 1916 في كندا
فيما يلي قوائم الأحداث التي وقعت خلال عام 1916 في كندا.

## سياسة

### تعيين في المنصب
- 1 يناير – ويلينغتون هاي عضو برلمان مقاطعة أونتاريو.
- 16 سبتمبر – جون موريسون member of the Legislative Assembly of Manitoba ‏.
- 20 أكتوبر – ويليام ميلفيل مارتن Premier of Saskatchewan [الإنجليزية]‏،عضو المجلس التشريعي في ساسكاتشوان ‏.

### انتهاء فترة المنصب
- 1 يناير – جون فرازير عضو الجمعية التشريعية لكولومبيا البريطانية ‏.
- 1 يناير – نيلسون د. بورتر عمدة أوتاوا [الإنجليزية]‏.
- 20 أكتوبر – توماس والتر سكوت Premier of Saskatchewan [الإنجليزية]‏.
- 13 نوفمبر – ويليام ميلفيل مارتن عضو مجلس العموم الكندي.

## مواليد

### يناير
- 1 يناير – رودولف زاندر سياسي كندي.
- 1 يناير – موراي أرمسترونغ لاعب هوكي جليد كندي.
- 6 يناير – ويليام ليدرمان
- 8 يناير – ماك كولفيل لاعب هوكي جليد كندي.
- 10 يناير – دون ميتز لاعب هوكي جليد كندي.
- 12 يناير – ويليام دين هاو سياسي كندي.
- 26 يناير – تيد آلان كاتب كندي.
- 28 يناير – دوتي هنتر لاعبة كرة قاعدة من الولايات المتحدة الأمريكية.
- 31 يناير – بيل فرازير لاعب هوكي جليد كندي.

### فبراير
- 10 فبراير – كلود بيسل مؤرخ كندي.
- 20 فبراير – بيل ديكي لاعب هوكي جليد كندي.
- 22 فبراير – بيتي تايلور منافِسة أوليمبية كندية.
- 23 فبراير – جورج أبيل لاعب هوكي جليد كندي.
- 23 فبراير – مولي كوول متسابقة يخت كندية.
- 24 فبراير – ستان فاركوهار سياسي كندي.
- 27 فبراير – جو بنوا لاعب هوكي جليد كندي.
- 27 فبراير – جيمي أورلاندو لاعب هوكي جليد كندي.

### مارس
- 3 مارس – روبرت وايتهيد منتج مسرحي كندي.
- 10 مارس – دافي فولتون سياسي كندي.
- 22 مارس – تشارلز شانون لاعب هوكي جليد كندي.
- 24 مارس – تشارلز تورنر سياسي كندي.
- 31 مارس – أوسبورن كولسون متزلج فني كندي.

### أبريل
- 3 أبريل – كين كيرسي موسيقي كندي.
- 12 أبريل – الكسندر إدغار دوغلاس فيزيائي كندي.
- 28 أبريل – دوغلاس مورتون سياسي كندي.

### مايو
- 1 مايو – بيير غيندرون كيميائي كندي.
- 1 مايو – جلين فورد
- 11 مايو – هوي ماكفي
- 14 مايو – روبرت إف كريستي فيزيائي أمريكي.
- 14 مايو – سامي لوفتسبرينج
- 15 مايو – ستيفن د. كلارك سياسي كندي.
- 16 مايو – برنارد بريدن ممثل بريطاني.
- 25 مايو – برايان ديكسون قاضي كندي.
- 31 مايو – والتر ديتر سياسي كندي.

### يونيو
- 3 يونيو – تيد وليامز لاعب كرة قدم أمريكية من الولايات المتحدة الأمريكية.
- 15 يونيو – دوغلاس كينيدي سياسي كندي.
- 17 يونيو – تيد أتكينسون
- 20 يونيو – جان جاك برتراند سياسي كندي.
- 21 يونيو – بادي أوكونور لاعب هوكي جليد كندي.
- 22 يونيو – أليكس فرازير سياسي كندي.
- 26 يونيو – كليمنت أوليري سياسي كندي.
- 30 يونيو – جون دينيسون مهندس كندي.

### يوليو
- 6 يوليو – بيل كليفتون
- 6 يوليو – يونيتي بينبريدج فنانة كندية.
- 10 يوليو – جوديث ياسمين صحفية كندية.
- 21 يوليو – ويلفريد كانتويل سميث ثيولوجي كندي.
- 24 يوليو – جيرالد هيفرنان لاعب هوكي جليد كندي.
- 25 يوليو – ويليام كينيث كيرنان سياسي كندي.
- 31 يوليو – جاك ديفيس سياسي كندي.

### أغسطس
- 1 أغسطس – آن إيبير
- 5 أغسطس – جون غوردون لان سياسي كندي.
- 11 أغسطس – باول دوبويه ممثل كندي.
- 28 أغسطس – هيلين بيلارغيون
- 31 أغسطس – سام والش سياسي كندي.

### سبتمبر
- 3 سبتمبر – دوغ بنتلي لاعب هوكي جليد كندي.
- 7 سبتمبر – تريفور هارفي
- 22 سبتمبر – لاري أوكونور منافِس أوليمبي كندي.
- 23 سبتمبر – جلان كامبل

### أكتوبر
- 5 أكتوبر – روي كوناشر لاعب هوكي جليد كندي.
- 13 أكتوبر – ويليام هندرسون سياسي كندي.
- 26 أكتوبر – جاك كروفورد لاعب هوكي جليد كندي.
- 29 أكتوبر – ميخائيل سوليفان مؤرخ فن كندي.

### نوفمبر
- 16 نوفمبر – أل لوكاس عازف جاز كندي.
- 19 نوفمبر – جورج هال
- 21 نوفمبر – بوتش ماكدونالد لاعب هوكي جليد كندي.
- 23 نوفمبر – فرد بيكوك سياسي كندي.

### ديسمبر
- 1 ديسمبر – راي كونيل سياسي كندي.
- 7 ديسمبر – جان كاريغنان عازف كمان كندي.
- 7 ديسمبر – روث كارس
- 10 ديسمبر – أندريه غيروكس كاتب كندي.
- 12 ديسمبر – بيل هارتلي سياسي كندي.
- 16 ديسمبر – هاري غانينغ فيزيائي كندي.
- 17 ديسمبر – فرانك غريفيثز
- 19 ديسمبر – بيل بودي سبّاح كندي.
- 20 ديسمبر – إدغار ريتشي دبلوماسي كندي.
- 22 ديسمبر – فيرنون كرومبتون وودورد
- 29 ديسمبر – ريد كار لاعب هوكي جليد كندي.

## وفيات

### يناير
- 1 يناير – ويليام هنري تايلور (مواليد 1848) سياسي كندي.

### فبراير
- 9 فبراير – صموئيل إدوارد دوسن (مواليد 1833)
- 10 فبراير – جورج ريتشاردسون (مواليد 1886) لاعب هوكي جليد كندي.
- 16 فبراير – أليكس تايلور (مواليد 1853) سياسي كندي.
- 18 فبراير – ويليام ميرفي (مواليد 1889)

### أبريل
- 1 أبريل – صموئيل هنري أرمسترونغ (مواليد 1855) سياسي كندي.

### مايو
- 7 مايو – بيتر مكاي (مواليد 1852) سياسي كندي.
- 24 مايو – ديفيد أرشيبالد هارفي (مواليد 1845) سياسي أمريكي.
- 29 مايو – جيمس جاي هيل (مواليد 1838)

### يونيو
- 2 يونيو – جورج هارولد بيكر (مواليد 1877) سياسي كندي.
- 2 يونيو – جون جوزيف هوكينز (مواليد 1840) سياسي كندي.
- 3 يونيو – مالكوم ميرسير (مواليد 1859)

### يوليو
- 4 يوليو – ويليام مكدونالد (مواليد 1837) سياسي كندي.
- 11 يوليو – كيش (مواليد 1855) مستكشف كندي.
- 30 يوليو – ميشيل ماتيو (مواليد 1838) سياسي كندي.

### أغسطس
- 25 أغسطس – فرنسيس ثيودور فروست (مواليد 1843) سياسي كندي.
- 27 أغسطس – نابوليون بوراسا (مواليد 1827)

### سبتمبر
- 7 سبتمبر – آني لو بورت ديغز (مواليد 1853) صحفية من الولايات المتحدة الأمريكية.

### أكتوبر
- 19 أكتوبر – ليو كلارك (مواليد 1892) جندي كندي.

### نوفمبر
- 23 نوفمبر – جون الكسندر بويد (مواليد 1837)
- 23 نوفمبر – ويليام ارين لونش (مواليد 1845) سياسي كندي.

### ديسمبر
- 12 ديسمبر – ألبرت لاكومب (مواليد 1827) كهنوت كندي.
- 23 ديسمبر – إدوارد هاكيت (مواليد 1840) سياسي كندي.
- 29 ديسمبر – جيمس لودون (مواليد 1841) فيزيائي كندي.